# Sacrofano
Sacrofano é uma comuna italiana da região do Lácio, província de Roma, com cerca de 5.738 habitantes. Estende-se por uma área de 28 km², tendo uma densidade populacional de 205 hab/km². Faz fronteira com Campagnano di Roma, Castelnuovo di Porto, Formello, Magliano Romano, Riano, Roma.

## Demografia
| Variação demográfica do município entre 1861 e 2011                               |
|                                                                                   |
| Fonte: Istituto Nazionale di Statistica (ISTAT) - Elaboração gráfica da Wikipedia |